# 阿氏弱蜥魚
阿氏弱蜥魚為輻鰭魚綱仙女魚目青眼魚亞目崖蜥魚科的一種，分布於全球三大洋南半球亞熱帶至温帶海域，屬深海底棲性魚類，深度0-700公尺，體長可達20公分，棲息在底層水域，生活習性不明。

## 擴展閱讀
維基物種上的相關：阿氏弱蜥魚